# Barrio Sur

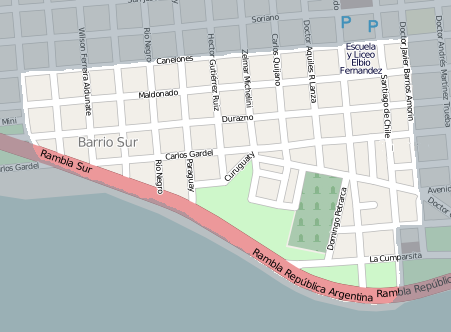
Mapa Barrio Sur

Barrio Sur – barrio (sąsiedztwo lub dzielnica) miasta Montevideo, stolicy Urugwaju. Położone jest w południowej części miasta, na południe od Centro, nad wybrzeżem estuarium La Platy. Jego granicę na północy wyznacza ulica Canelones, na zachodzie ulica Andes, na południu Rambla de Montevideo, a na wschodzie ulica Dr. Barrios Amorin. Znajduje się tu Cmentarz centralny w Montevideo.

## Historia
Historia Barrio Sur zaczyna się około 1835 roku wraz z założeniem tu cmentarza. Po zniesieniu w Urugwaju niewolnictwa rejon ten zamieszkiwany był głównie przez Afro-urugwajczyków. To tutaj narodziło się Candombe, jako próba podtrzymania tradycji przodków. Późniejsze generacje Afro-urugwajczyków zarzuciły ten rytuał, jednak w ostatnich czasach został wskrzeszony, jako ważna część kultury Montevideo.